# Sát thủ bóng đêm
Sát thủ bóng đêm (tiếng Anh: Assassin's Creed) là một bộ phim hành động khoa học viễn tưởng phiêu lưu của Mỹ năm 2016 được phát triển dựa trên thương hiệu video game ăn khách cùng tên của hãng phát triển trò chơi Ubisoft. Phim do Justin Kurzel đạo diễn cùng Michael Lesslie, Adam Cooper và Bill Collage đảm nhiệm phần kịch bản, với sự tham gia diễn xuất của Michael Fassbender (kiêm vị trí đồng sản xuất), Marion Cotillard, Jeremy Irons, Brendan Gleeson, Charlotte Rampling và Michael K. Williams. Phim lấy bối cảnh ở trong cùng một thế giới với loạt video game, với cốt truyện gốc mở rộng hơn câu chuyện trong loạt trò chơi. Mốc thời gian của phim được đặt trong thời kỳ Tòa án dị giáo Tây Ban Nha còn đang hoạt động. Quá trình quay phim bắt đầu vào cuối tháng 8 năm 2015 và đóng máy vào tháng 1 năm 2016. Sát thủ bóng đêm được công chiếu tại Mỹ và Pháp vào ngày 21 tháng 12 năm 2016. Dù nhận được nhiều đánh giá phê bình mang tính tiêu cực, nhưng phim vẫn thu về hơn 240 triệu USD toàn cầu so với kinh phí 125 triệu USD. Phim được khởi chiếu tại Việt Nam ngày 29 tháng 12 năm 2016.